# Alpi Pennine (provincia romana)
Le Alpi Pennine (in latino Alpes Poenninae o Alpes Graiae) era il nome di una piccola provincia alpina romana. Incastonata tra Italia e Gallia, oggi è compresa tra la Valle d'Aosta e il Canton Vallese, in Svizzera. La provincia fu chiamata in questo modo per il Poeninus Mons, cioè il nome romano del Colle del Gran San Bernardo: infatti, nei pressi del passo era situato un santuario dedicato a Giove Poeninus.

## Storia
Nell'epoca pre-romana, la tribù celtica più forte della zona erano i Salassi, che oltre ad abitare nella futura provincia romana, si erano stanziati anche più a valle, nel Canavese.
Alcuni autori romani dedussero dal nome con cui i romani riconoscevano i cartaginesi (Poeni) che il generale cartaginese Annibale attraversò proprio questa parte delle Alpi per scendere in Pianura Padana nel 218 a.C., passando tra il Gran San Bernardo e il Piccolo San Bernardo. Ma lo storico romano Tito Livio spiega che Poeninus era in realtà un derivato da Penninus, il nome di una divinità venerata da una tribù locale.
L'imperatore Augusto nel 15 a.C. annesse questo territorio montano e sottomise i Salassi e fondò Augusta Praetoria Salassorum, l'odierna Aosta.